# トゥルヌ・マグレレ

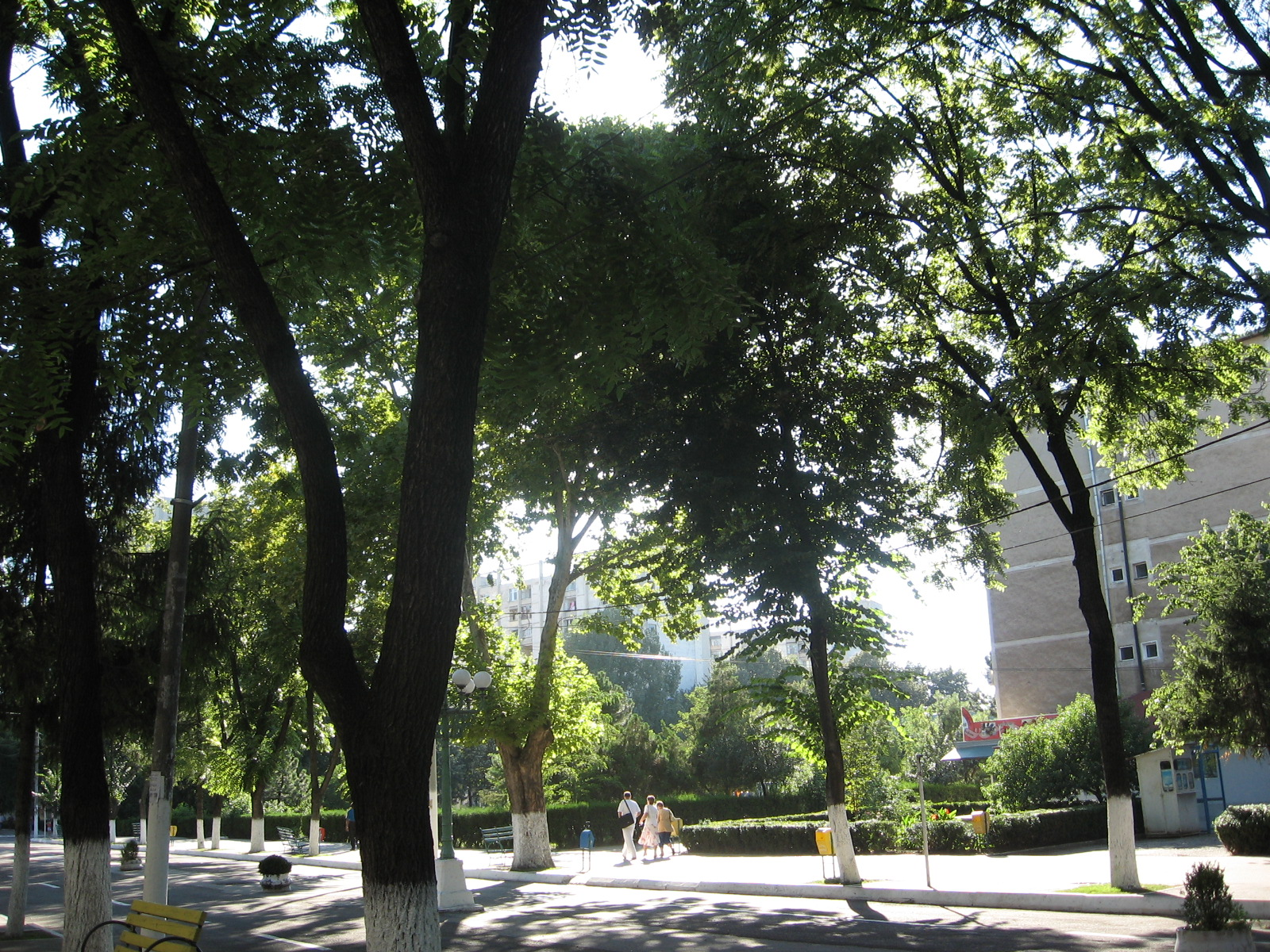
市街の通り

トゥルヌ・マグレレ（ルーマニア語: Turnu Măgurele）は、ルーマニアのテレオルマン県（ワラキア）に属する都市（自治体）。中世には近くを流れるオルト川とドナウ川の合流点の北西にあるトゥルヌ港によって発展を遂げた。

## 地理
対岸のブルガリアのニコポルとの間でフェリーが就航している。ローマ帝国時代の330年にコンスタンティヌス1世がドナウ川に橋を築いたが、今でも数本が残っている。一帯の肥沃な土地は「ブルナス平原」と呼ばれ、市街の4km南西でオルト川がドナウ川に合流する。平均海抜は33m。

## 歴史

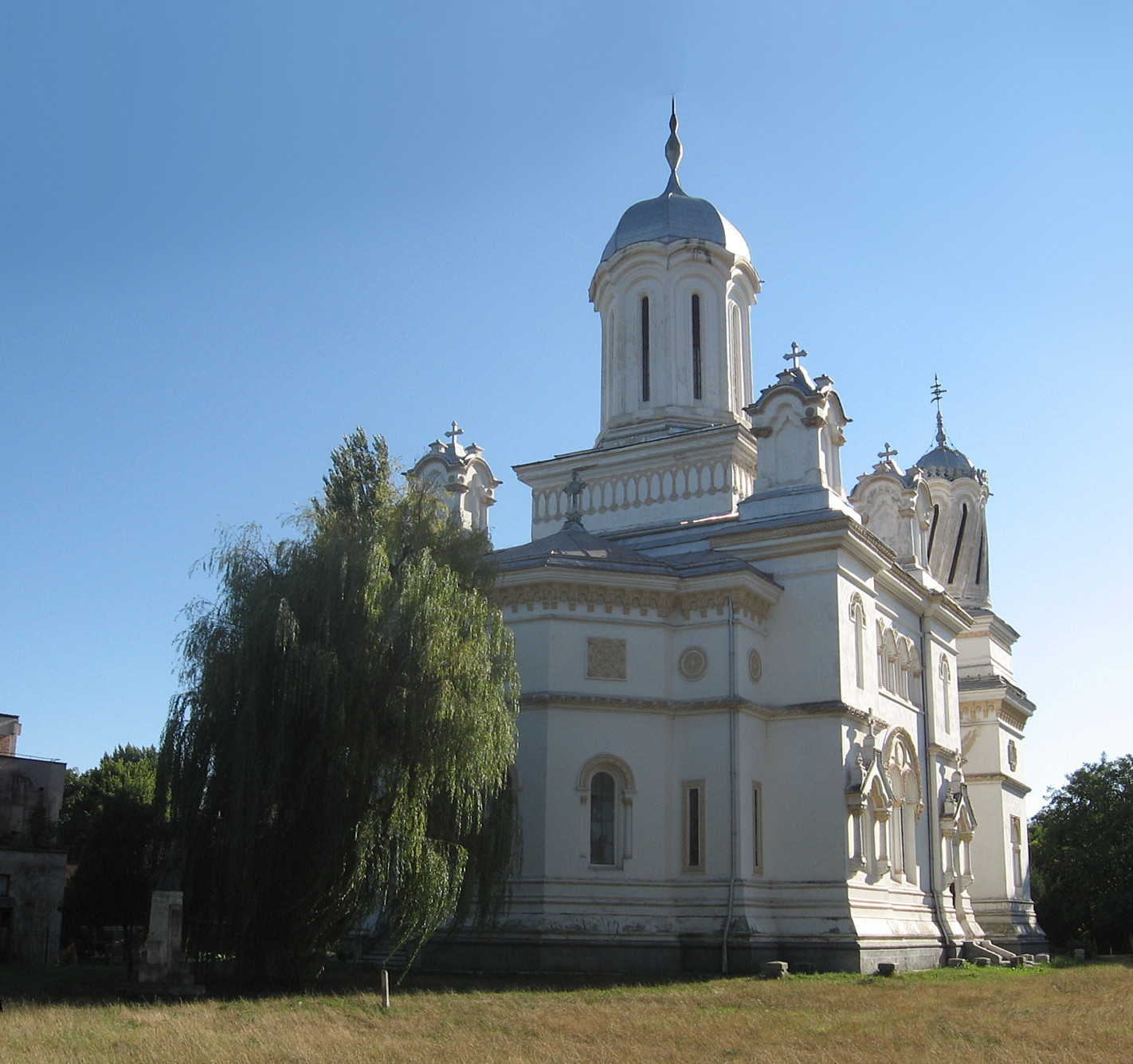
ルーマニア正教会の聖ハラランビオス大聖堂

都市の名はルーマニア語で「丘の塔」を意味する。これは、東ローマ帝国皇帝のユスティニアヌス1世が6世紀に築いた砦の防壁にちなんだもので、現在でも廃墟が残る。
ワラキア公ミルチャ1世の治世の終わりごろ、1417年にオスマン帝国の支配下に入り、ジュルジュやブライラと同じくカザー（行政区画）が設けられた。ヴラド・ツェペシュやミハイ勇敢公による反オスマンの反乱を経て、1809年にヤンク・ジアヌらのハイドゥクが反乱を起こし、オスマン・パズヴァントールに勝利した。1826年のアッケルマン条約と1829年のアドリアノープル条約により、他の2つのカザと共に再びワラキア領となった。1839年にテレオルマン県の県都となった。
近郊のイスラズ村では、1848年にワラキア革命が起こった。ルーマニア独立戦争中はブルガリアの前哨基地となった。1968年の行政再編によって自治体になった。

## 人口の推移
| 年度   | 人口      | 備考     |
| ------ | --------- | -------- |
| 1900年 | 8668人    |          |
| 1977年 | 3万2341人 | 国勢調査 |
| 1992年 | 3万6966人 | 国勢調査 |
| 2002年 | 3万187人  | 国勢調査 |
| 2006年 | 2万8297人 | 推計     |

## 観光名所
観光の目玉は中心街にある聖ハラランビオス大聖堂である。20世紀初頭にギリシャ系の農家らによって建てられたもので、クルテア・デ・アルジェシュの大聖堂にならい後期ルネッサンス様式を基調としている。また、1877年から1878年の独立戦争でトゥルヌ・マグレレが重要な役割を果たしたことから建てられた独立記念碑もランドマークとなっている。

## 経済
かつては化学と製糸業が基幹産業であったが、近年ディーゼルエンジンと食品加工の工場が稼動して多角化している。うち、化学工場は基準値を上回るアンモニアや硫化水素を含むガスを排出することで悪名高く、おそらく欧州連合（EU）の大気汚染の環境基準を満たしていない。